# Тейлор, Тони (бейсболист)
Антонио Немесио Тейлор Санчес (исп. Antonio Nemesio Taylor Sánchez, 19 декабря 1935, Сентраль-Алава, Куба — 16 июля 2020, Майами, Флорида) — кубинский бейсболист, игрок второй базы. После завершения карьеры работал тренером. Выступал в Главной лиге бейсбола с 1958 по 1976 год. Большую часть карьеры провёл в составе «Филадельфии Филлис», член клубного Зала славы. Участник Матча всех звёзд лиги 1960 года.

## Биография

### Ранние годы и начало карьеры
Тони Тейлор родился 19 декабря 1935 года в провинции Матансас. Его отец Стивен Тейлор приехал на Кубу из Чикаго и работал на сахарном заводе. Мать, Консепсьон Санчес, имела китайские корни. Тони был одним из трёх детей в семье. Во время учёбы в школе он играл в любительской бейсбольной лиге города Педро-Бетанкур, хотя родители не одобряли этого увлечения. Несмотря на это, в 1954 году Тейлор начал профессиональную карьеру, подписав контракт с командой «Техас-Сити Пайлотс» из независимой Евангелистской лиги. Зимой 1954/55 годов он провёл двенадцать игр за «Тигрес дель Марьянао» в Кубинской лиге, а затем заключил соглашение с клубом «Нью-Йорк Джайентс».
Сезон 1955 года Тейлор провёл в команде Северной лиги «Сент-Клауд Рокс». По итогам чемпионата он стал лидером лиги по числу выбитых триплов и украденных баз. Следующий сезон он отыграл за «Данвилл Лифс» в Каролинской лиге. Начиная с зимы 1956/57 годов Тони в течение семи лет возвращался на Кубу, где играл за команду «Альмендарес» из Гаваны. Чемпионат 1957 года он провёл в «Даллас Иглз» из Техасской лиги. После этого руководство «Джайентс» приняло решение перевести его в фарм-клуб AAA-лиги, но в конце сезона на драфте младших лиг Тейлора выбрал клуб «Чикаго Кабс».

### Главная лига бейсбола

#### Чикаго Кабс
В 1958 году Тейлор стал основным игроком второй базы «Кабс». Он сыграл в 140 матчах регулярного чемпионата, отбивая с эффективностью 23,5 %, выбил 6 хоум-ранов и набрал 27 RBI. Также Тони украл 21 базу, став третьим в Национальной лиге по этому показателю. Зимой 1958/59 годов он в составе «Альмендареса» выиграл чемпионат Кубинской лиги, а затем Карибскую серию. За «Чикаго» в 1959 году Тейлор провёл 150 игр и повысил свой показатель отбивания до 28,0 %. Работа с тренерами Роджерсом Хорнсби и Джорджем Майаттом помогла ему улучшить свою игру в защите. Несмотря на прогресс, в мае 1960 года «Кабс» обменяли его в «Филадельфию».

#### Филадельфия Филлис
Тейлор был разочарован этим обменом и тяжело переживал расставание со своим лучшим другом Эрни Бэнксом. Адаптироваться в «Филадельфии» ему помог другой кубинский игрок, Панчо Эррера. Именно его Тони заменил на второй базе в «Филлис». В сезоне 1960 года он единственный раз в карьере сыграл в Матче всех звёзд. Добиться большего ему не позволила заочная конкуренция с Биллом Мазероски, сильнейшим вторым базовым тех лет. Зима 1960/61 годов стала последней, когда Тейлор играл на родине. После прихода к власти Фиделя Кастро Кубинская лига был расформирована. В 1961 году Тони перевёз свою супругу Нильду и их двухмесячную дочь Элизабет в США.
В сезоне 1961 года Тейлор провёл за «Филлис» 106 матчей, отбивая с показателем 25,0 %. Он набрал лишний вес, сказавшийся на его скорости — в регулярном чемпионате он украл всего 11 баз. Весной 1962 года на сборах Тони работал над этой проблемой и по итогам сезона стал лучшим в Национальной лиге, украв 20 баз. В чемпионате 1963 года он отбивал с показателем 28,1 %, единственный раз в своей карьере набрав баллы в голосовании, определявшем самого ценного игрока сезона. В 1964 году Тейлор сыграл в 148 матчах, отбивая с эффективностью 25,1 %.
В мае 1965 года Тони получил травму и уступил место на второй базе Куки Рохасу. Он смог принять участие в 106 матчах, но эффективность его игры на бите снизилась до 22,9 %. В последующие несколько лет Тейлор оставался универсальным запасным, выходя на поле на других позициях. Начиная с 1966 года латиноамериканские игроки получили возможность играть в зимних лигах не только в родных странах. Благодаря этому решению комиссара Главной лиги бейсбола Уильяма Экерта Тони смог сыграть в Пуэрто-Рико. В 1968 году он стал лучшим отбивающим Пуэрто-риканской лиги.
В регулярном чемпионате 1968 года Тони был стартовым игроком третьей базы, а в следующих двух сезонах вновь выступал в роли запасного. Главный тренер «Филлис» Фрэнк Луккези называл его самым недооценённым игроком лиги. Сезон 1970 года стал для Тейлора лучшим в карьере с точки зрения игры на бите: в 124 матчах он отбивал с показателем 30,1 %, выбив девять хоум-ранов и набрав 55 RBI. Несмотря на это, в июне 1971 года «Филадельфия» обменяла ветерана в «Детройт Тайгерс». 

#### Заключительный этап карьеры
В составе «Тайгерс» Тейлор выступал с 1971 по 1973 год. За команду он провёл 217 матчей, в которых отбивал с показателем 26,9 %, выбил девять хоум-ранов и набрал 63 RBI. В 1972 году вместе с «Детройтом» он выиграл Восточный дивизион Американской лиге и впервые в карьере сыграл в плей-офф. В декабре 1973 года Тони был отчислен из команды.
Он вернулся в «Филадельфию», где с 1974 по 1976 год играл в качестве назначенного бьющего. Всего он провёл в Главной лиге бейсбола девятнадцать сезонов, выбив более 2 000 хитов.

### Тренерская карьера

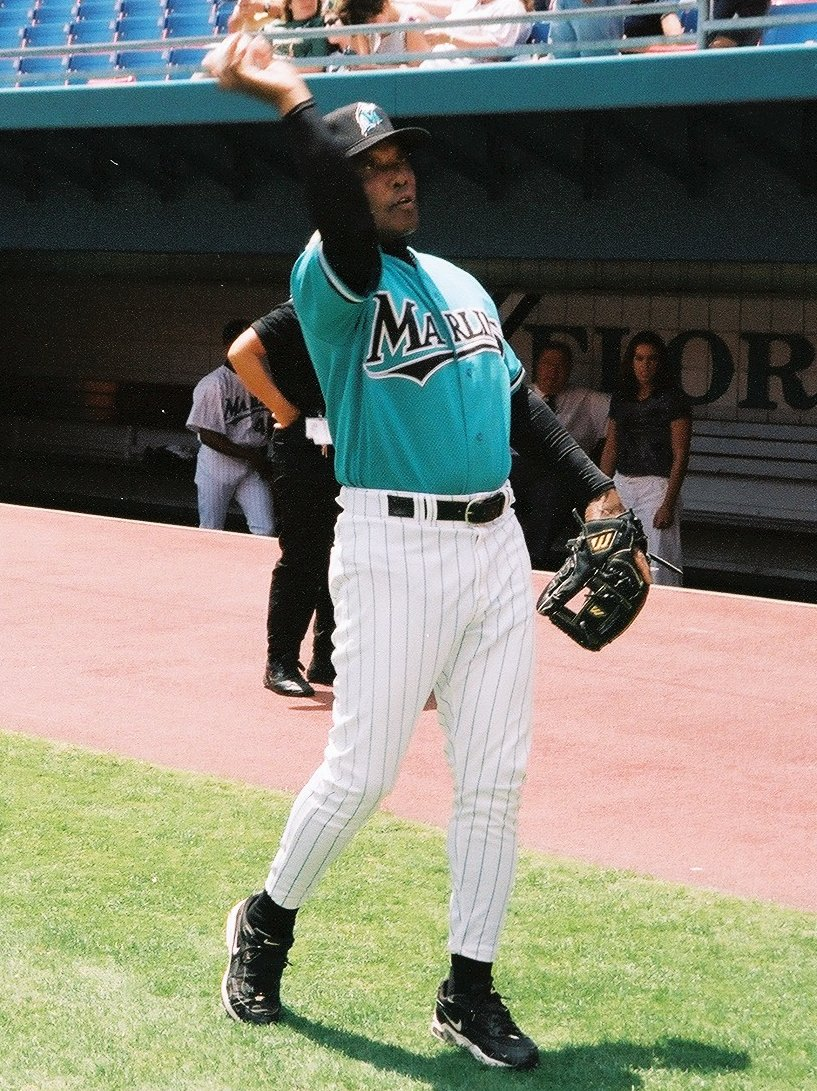
Тони Тейлор в период работы с «Флоридой Марлинс».

С 1977 по 1979 год Тейлор был тренером первой базы в «Филлис». В период межсезонья он тренировал команду «Агилас дель Сулия» в Венесуэльской зимней лиге. В 1980 и 1981 годах Тони тренировал инфилдеров в клубах фарм-системы «Филадельфии». Позже он несколько лет провёл, работая с фарм-командами различных уровней.
В 1990 году Тони перешёл на работу в систему «Сан-Франциско Джайентс». Два года он тренировал фарм-клуб уровня AA-лиги, ещё один сезон проработал в AAA-лиге. После этого Тейлор получил предложение работы от «Флориды Марлинс». В 1998 году он работал в младших лигах, с 1999 по 2001 год был тренером буллпена в главной команде. После смены владельца клуба Тони покинул тренерский штаб, но по-прежнему поддерживал близкие отношения с игроками. После победы «Марлинс» в Мировой серии 2003 года питчер Брэд Пенни за свой счёт купил Тейлору чемпионский перстень. Последний сезон в профессиональном бейсболе Тони провёл в 2004 году в качестве тренера буллпена «Флориды».

### Последние годы жизни
Выйдя на пенсию, Тони остался жить в Майами, где существовала крупная кубинская община. Он регулярно участвовал в различных мероприятиях, организуемых «Филадельфией». В августе 2019 года Тейлор перенёс инсульт и клуб предоставил самолёт с медицинским оборудованием для его перевозки во Флориду. Скончался Тони Тейлор 16 июля 2020 года в больнице в Майами. Ему было 84 года.

### Наследие
Имя Тони Тейлора носит бейсбольная академия, основанная его младшим братом Хорхе. С 1981 года он входит в Зал славы кубинского бейсбола, располагающийся в Майами. В 2002 году его имя было нанесено на Стену славы «Филадельфии Филлис».